# Anianus von Alexandria

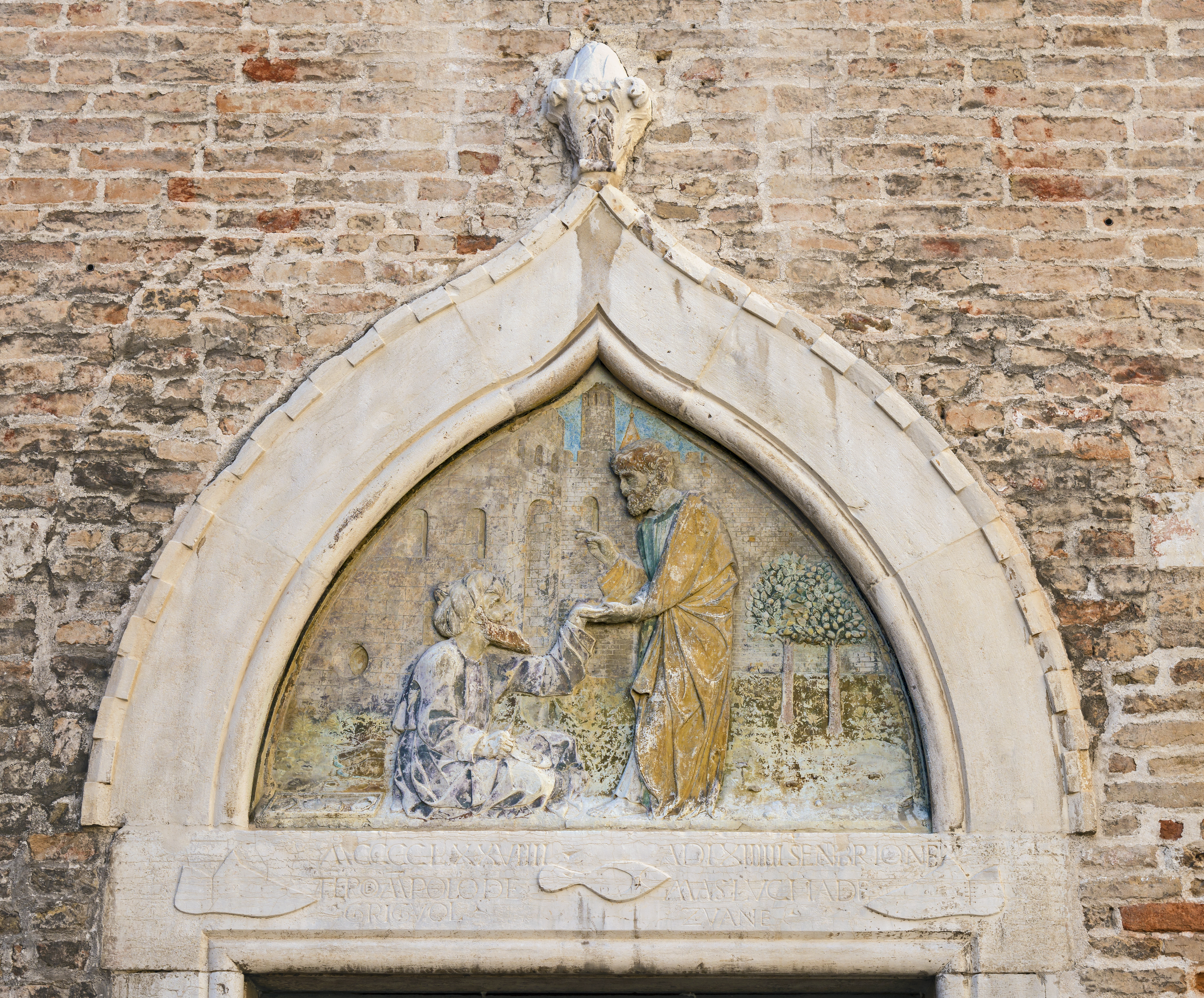
St. Markus heilt den Schuster Anianus. Relief über dem Eingang zum ehemaligen Gildehaus der venezianischen Schuster (Scoletta dei Calegheri)

Der heilige Anianus von Alexandria (andere Schreibweisen des Namens: Annianus, Ananias) wird von der altkirchlichen Tradition als zweiter Bischof von Alexandria betrachtet. Er sei Erstbekehrter und später Nachfolger im Bischofsamt des Evangelisten Markus gewesen.
Die einzigen Quellen, in denen er erwähnt ist, sind die apokryphen Markusakten (4./5. Jahrhundert nach Christus) und die Liste der Bischöfe von Alexandria von Eusebius von Caesarea, die jedoch nur seinen Namen enthält.
Nach einer koptischen Legende war Anianus der erste Christ in Alexandria: Als der Evangelist Markus nach Alexandria kam, sei er fehlgetreten und habe seine Sandale zerrissen, die er daher zum Schuhmacher Anianus brachte. Während Anianus mit der Ahle die Sandale reparierte, habe dieser sich am Finger verletzt und vor Schmerz eis theos (griechisch: oh einziger Gott!) gerufen. Daraufhin habe Markus den Schuhmacher geheilt, nach seinem Glauben gefragt und ihm von Jesus Christus erzählt. Anianus und sein ganzer Haushalt ließen sich taufen. Als Markus in den Westen zog, soll er Anianus zum Leiter der Gemeinde ernannt haben, nach koptischer Tradition zum Patriarchen von Alexandria. Anianus machte, so die Legende, aus seinem Haus eine Kirche, predigte fortan das Christentum und taufte. Nach zweiundzwanzig Jahren soll er in Frieden gestorben sein.
Orthodoxer und katholischer Gedenktag ist der 25. April, koptischer Gedenktag ist sein Todestag, der 20. Hator (29./30. November).